# Municipio Cárdenas (Táchira)
Cárdenas es uno de los 29 municipios del Estado Táchira de Venezuela. Tiene una superficie de 262 km² y según estimaciones del INE su población para 2023 era de 147 584 habitantes. Su capital es la población de Táriba. El municipio está conformado por tres parroquias, Amenodoro Rangel Lamús, La Florida y Táriba.

## Historia
En 1881, la Constituyente del Gran Estado Los Andes, reunida en Timotes, honró con el nombre de Cárdenas al Distrito como homenaje al ciudadano José Ignacio Cárdenas Diaz. Ejerció importantes cargos, entre ellos: docente, juez de Primera Instancia en lo civil, diputado al Congreso Nacional, Gobernador de la Provincia del Táchira, Presidente del Estado Táchira. El epónimo del Municipio Cárdenas nació en Pregonero el 23 de agosto de 1826. Murió en Táriba el 7 de agosto de 1872.

## Geografía
Se encuentra localizado al centro-sur del Estado Táchira, el territorio ocupa la región montañosa andina, es separado por una cordillera que alcanza los 2500 m s. n. m., la altitud promedio del municipio varía entre los 800 y los 2500 m s. n. m. presentando una vegetación de bosque húmedo premontano. Se presenta un clima tropical lluvioso de bosque y tropical lluvioso de sabana alta, con temperaturas promedio anuales entre los 17 y 26 °C con precipitaciones anuales que rondan entre 800 y 2000 mm. Los principales cursos de agua son los ríos Torbes, Uribante y Potosí.

### Límites
El municipio Cárdenas limita:
- Al norte: municipios Guásimos, Andrés Bello y Sucre.
- Al este: municipios Uribante y Fernández Feo.
- Al sur: municipio San Cristóbal.
- Al oeste: municipio Independencia.

### Superficie
La superficie total del municipio Cárdenas es de aproximadamente 262 km².

### Organización parroquial
| Parroquia                  | Superficie | Población (2023) | Densidad        | Capital    |
| -------------------------- | ---------- | ---------------- | --------------- | ---------- |
| 1.) Amenodoro Rangel Lamús | km²        | 25 448 hab.      | 15 km²          | Palo Gordo |
| 2.) La Florida             | km²        | 2129 hab.        | 23,40 km²       | La Florida |
| 3.) Táriba                 | km²        | 120 007 hab.     | 262 km²         | Táriba     |
| Municipio Cárdenas         | 262 km²    | 147 584 hab.     | 471,05 hab./km² | Táriba     |

Nota:
- Poblados urbanos: 6
- Poblados rurales: 74

### Altitud
La elevación del municipio Cárdenas
La ciudad de Táriba, capital del municipio, está a una altitud de 882 metros sobre el nivel del mar (2894 pies), ello es 18 metros por debajo de la altura de San Cristóbal (capital del estado) y 3030 por debajo del Pico El Púlpito (3912 m s. n. m.), el punto más elevado del estado Táchira.
Altitud en la Capital del Municipio: 860 m s. n. m. y la mayor altura se ubica en la Sierra La Maravilla a 2800 m s. n. m.

### Relieve
Representado por valles o terrazas con pendientes del 1 al 15 % sirviendo de asiento a poblaciones del municipio. Presenta relieve de ondulado a suave con 
pendientes menores al 25 %, presente en los comienzos de las estribaciones de la Sierra La Maravilla y parte occidental del municipio. Montañas con pendiente del 25 
o más del 60 %, donde se presentan los mayores índices de erosión.

### Hidrografía
Esta conformados por los ríos: Torbes, Uribante y Potosí. Y las Quebradas Moretón y Machirí.

### Clima
Predomina bosque muy húmedo premontano.
Temperatura Media Anual del Municipio: 17-26 °C y en la Capital del Municipio: 21,9 °C.

## Cultura

### Religión
En 1560, dos padres agustinos provenientes del Nuevo Reino de Granada llegaron a Táriba, trayendo consigo una tabla con la imagen de la Virgen María bajo la advocación de Nuestra Señora de la Consolación. Lograron construirle una pequeña ermita, pero debido a diversos conflictos, los misioneros se vieron obligados a regresar a San Cristóbal. Una indígena piadosa recogió la imagen y la conservó.
Con el paso del tiempo, la imagen fue perdiendo color y terminó olvidada en un rincón de un granero. Un día, mientras se jugaban bolas criollas en casa del jefe encomendero de Táriba, Alonso Álvarez de Zamora, se necesitaba una tabla para cubrir un boquete en la cancha. Al intentar romper una, los golpes emitieron un sonido como de tambor. La esposa de Zamora recordó que esa tabla había tenido la imagen de la Virgen y la devolvió al granero.
Tres horas después, el granero ardía, pero al ingresar, los presentes vieron un resplandor que brotaba de la tabla, donde reaparecía la imagen de la Virgen, ahora con vivos colores y con un rostro que había tomado forma de mujer indígena.

### La renovación milagrosa
Este hecho, conocido como la renovación milagrosa, ocurrió el 15 de agosto de 1600. Por ello, la Iglesia celebra ese día como la festividad de Nuestra Señora de la Consolación de Táriba. Para el año 2013, se cumplían 443 años de la llegada de la imagen al país y 413 años de la renovación milagrosa.
La advocación de la Virgen de la Consolación de Táriba es considerada la más antigua de Venezuela, incluso anterior al Santo Cristo de La Grita y a otras devociones del país. Su historia está estrechamente ligada a la fundación de San Cristóbal en 1561, donde los agustinos establecieron un convento y trajeron consigo la imagen de su patrona.

### Devoción y legado
Los padres agustinos vinieron a evangelizar a los pueblos vecinos de Táriba, trayendo consigo la doctrina y la imagen de la Virgen. Se dice que, a diferencia de otras regiones de América Latina donde llegó primero la cruz, a Táriba llegó primero la Virgen.
Entre los devotos más destacados se encuentra monseñor Jaime de Pastrana, obispo de Santa Marta y natural de Capacho, quien hace 326 años le regaló a la Virgen un relicario de plata, considerado la obra de orfebrería más antigua de Venezuela y de la región andina. Este relicario sobrevivió a las guerras de Independencia, Federal y otras.
El Hato de la Virgen era una hacienda de la familia del obispo, donada a la Virgen, lo que explica la profunda devoción de los capacheros. La imagen se resguarda en un nicho de mármol, donado por Martín Marciales, y solo es sacada el 15 de agosto. El general Cipriano Castro le obsequió la media luna. En tiempos coloniales, Dionisio Velasco, oriundo de Pamplona, mandó a elaborar réplicas de las tres lámparas que decoraban la imagen, las cuales fueron donadas al Libertador para la causa patriótica.
Cuando Táriba cumplió 450 años de fundada, el presidente Rafael Caldera otorgó a la imagen la Orden del Libertador, la máxima condecoración que otorga la República.

### Coronación y arte sacro
La corona de la Virgen fue una ofrenda del pueblo, con motivo de su coronación canónica, la máxima distinción que la Iglesia católica concede a una imagen. El primer cardenal venezolano, José Humberto Quintero, fue delegado por el papa Juan XXIII para realizar dicha coronación.
En la tabla aún se observan los hachazos que recibió cuando intentaron destruirla. La historia de la imagen también está representada en catorce vitrales que adornan la basílica de Táriba, cuyas réplicas se exhiben en la carroza que transporta la imagen durante las festividades.
Los vitrales narran la llegada de los padres agustinos, el cruce del río Torbes con la imagen, el inicio de la catequesis, los milagros y las peregrinaciones. El papa Juan XXIII autorizó a monseñor Alejandro Fernández Feo, obispo de San Cristóbal, a declarar el templo como basílica menor de Táriba.

### Bolívar y la Virgen
El 17 de abril de 1813, durante la Campaña Admirable, el Libertador Simón Bolívar visitó la imagen y manifestó su devoción. El presbítero Gabriel Pineda le entregó las lámparas de plata para la causa de la libertad.
Desde entonces, se han atribuido numerosos milagros a la Virgen de la Consolación, considerada la consoladora del pueblo del Táchira y de los Andes venezolanos. Cada 15 de agosto, miles de fieles venezolanos y colombianos acuden a venerarla, en una celebración marcada por la fe, la esperanza y la devoción popular.

## Economía
La ganadería y la agricultura son las principales actividades económicas del municipio, aunque hay un importante sector comercial debido al cercanía con la capital San Cristóbal. Es claro destacar que existe una variedad de actividad comercial, residencial y turística. Sólo en algunos sectores del Municipio se realizan actividades agrícolas. Al respecto, excepción es la Parroquia La Florida donde sí existe desarrollo agropecuario más que en las otras dos parroquias del municipio. El Municipio cuenta con medianas y pequeñas industrias de tipo artesanal, textil e industrial. Un importante porcentaje de personas se ocupan en actividades como servicios públicos y privados, comercio, transporte y comunicaciones, etc.

## Turismo

### Lugares de interés
- Basílica de Nuestra Señora de la Consolación
- Puente Libertador
- Parque Río Torbes
- Santo Niño del Llanito
- Parque Agua Gorda
- Súper Tobogán de Torbes
- Coliseo Perla del Torbes
- Parque Agropecuario
- Club Sucre
- Club Torbes
- El Pozo
- Aldea Agroturística El Topón
- Ventas de Artesanía
- Colegio Salesiano
- Paseo de los Artistas
- Colegio Virgen del Valle
- La Plaza Sucre de Tariba " La Plazuela "
- Parque 12 de Febrero
- Mercado de Tariba

## Política y gobierno

### Alcaldes
| Período     | Alcalde                          | Partido Político | % de votos | Notas |
| ----------- | -------------------------------- | ---------------- | ---------- | --- |
| 1989 - 1992 | Jose del Carmen"Carmelo" Márquez |                  | 44,06      | Primer alcalde bajo elecciones directas |
| 1992 - 1995 | Jose del Carmen"Carmelo" Márquez |                  | 55,75      | Reelecto |
| 1995 - 2000 | Jesús Zamora                     |                  |            | Segundo alcalde bajo elecciones directas (Se realizaron elecciones generales adelantadas en el 2000 debido a la aprobación de la Constitución de 1999) |
| 2000 - 2004 | Jesús Zamora                     |                  | 45,27      | Reelecto |
| 2004 - 2008 | Noris Jaimes                     |                  | 52,47      | Tercera alcalde bajo elecciones directas |
| 2008 - 2013 | Maryury Pernia                   |                  | 50,19      | Cuarta alcalde bajo elecciones directas (Se postergan 1 año las elecciones municipales pautadas para finales del 2012)                                 |
| 2013 - 2017 | Ricardo Hernández                |                  | 61,92      | Quinto alcalde bajo elecciones directas |
| 2017 - 2021 | Richard González                 |                  | 44,56      | Sexto alcalde bajo elecciones directas |
| 2021 - 2025 | Martha Gallo                     |                  | 41,06      | Séptimo alcalde bajo elecciones directas |

### Consejo municipal
Período 1989 - 1992
| Concejales:          | Partido político / Alianza |
| -------------------- | -------------------------- |
| Jesús Zambrano       | COPEI                      |
| José Antonio Molina  | COPEI                      |
| Orestedes González   | COPEI                      |
| Jesús Zamora         | COPEI                      |
| Frank Bohórquez      | AD                         |
| José Leonardo Rangel | AD                         |
| Alí Zambrano         | AD                         |
| Cointo Chona Chacón  | AD                         |
| Pedro González Díaz  | MAS                        |

Período 1992 - 1995
| Concejales:          | Partido político / Alianza |
| -------------------- | -------------------------- |
| Hector Rosales       | COPEI                      |
| Celice Zambrano      | COPEI                      |
| Jesus Zamora         | COPEI                      |
| Marino Cegarra       | COPEI                      |
| Jorge Morales        | COPEI                      |
| José Leonardo Rangel | AD                         |
| Edgar Olivo          | AD                         |
| Williams Díaz        | AD                         |
| Carmen Morales       | MAS                        |

Período 1995 - 2000
| Concejales:          | Partido político / Alianza |
| -------------------- | -------------------------- |
| Hector Rosales       | COPEI                      |
| Celice Zambrano      | COPEI                      |
| Jorge Morales        | COPEI                      |
| Leonor de Calderón   | COPEI                      |
| Omar Ortiveros       | COPEI                      |
| José Leonardo Rangel | AD                         |
| Rafael Moreno        | AD                         |
| Giovanni Razzi       | AD                         |
| Leonardo Zamora      | MIRE                       |

Período 2000 - 2005
| Concejales: | Partido político / Alianza |
| ----------- | -------------------------- |
| '           | MVR                        |
| '           | MVR                        |
| '           | MVR                        |
| '           | MVR                        |
| '           | COPEI                      |
| '           | COPEI                      |
| '           | COPEI                      |

Período 2005 - 2013
| Concejales:           | Partido político / Alianza |
| --------------------- | -------------------------- |
| Serafin Marquez       | MVR                        |
| Mirian Pernía         | MVR                        |
| Lourdes Delgado       | MVR                        |
| Luis Humberto Ramírez | MVR                        |
| Mary Luz Sánchez      | MVR                        |
| Wilfrido Clark        | MVR                        |
| José Ramón Noguera    | MVR                        |
| Pablo Delgado         | MVR                        |
| Alfonzo Moreno        | COPEI                      |

Período 2013 - 2018:
| Concejales          | Partido político / Alianza |
| ------------------- | -------------------------- |
| Júlio Mora          | MUD                        |
| Gerardo Chacón      | MUD                        |
| Jorge Mora          | MUD                        |
| Naudy Corona        | MUD                        |
| William Díaz        | MUD                        |
| Robert Flórez       | MUD                        |
| David Pernia        | MUD                        |
| Orlando Rivas       | MUD                        |
| Luz Marina Huérfano | MUD                        |

Período 2021 - 2025
| Concejales       | Partido político / Alianza |
| ---------------- | -------------------------- |
| Jose Apolinar    | PSUV                       |
| Liliana Milsa    | PSUV                       |
| Edison Ruiz      | PSUV                       |
| Yanires Casanova | PSUV                       |
| Edgar Gómez      | PSUV                       |
| Yulimar Méndez   | PSUV                       |
| Rhina Orozco     | AD                         |
| Yusbey Colombo   | AD                         |
| Blanca Vergel    | MUD                        |

### Protección Civil Municipal

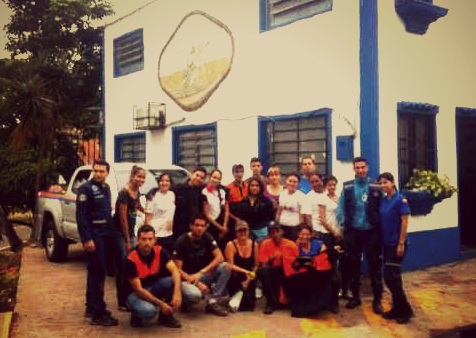
Protección Civil del Municipio Cárdenas

El Instituto Autónomo de Protección Civil y Administración de Desastres del Municipio Cárdenas, fue creado el 30 de septiembre de 2005, como un ente de seguridad ciudadana con carácter de Instituto Autónomo Municipal, con personalidad jurídica y patrimonio propio e independiente. Dicho Instituto tiene como objeto la planificación, creación, regulación y coordinación del normal desenvolvimiento de los ciudadanos en su entorno. Trabaja como sistema de respuesta inmediata ante emergencias las 24 horas y puesto al servicio de las comunidades que conforman el Municipio Cárdenas, así como también apoyar las emergencias que susciten  en los municipios vecinos de Andrés Bello, Guásimos, Independencia y San Cristóbal. En este último año, con la nueva directiva y de la mano del ciudadano Alcalde Ricardo Hernández, se realizan jornadas de prevención y monitoreo permanente en las zonas de alto riesgo a fin de mitigar desastres naturales.

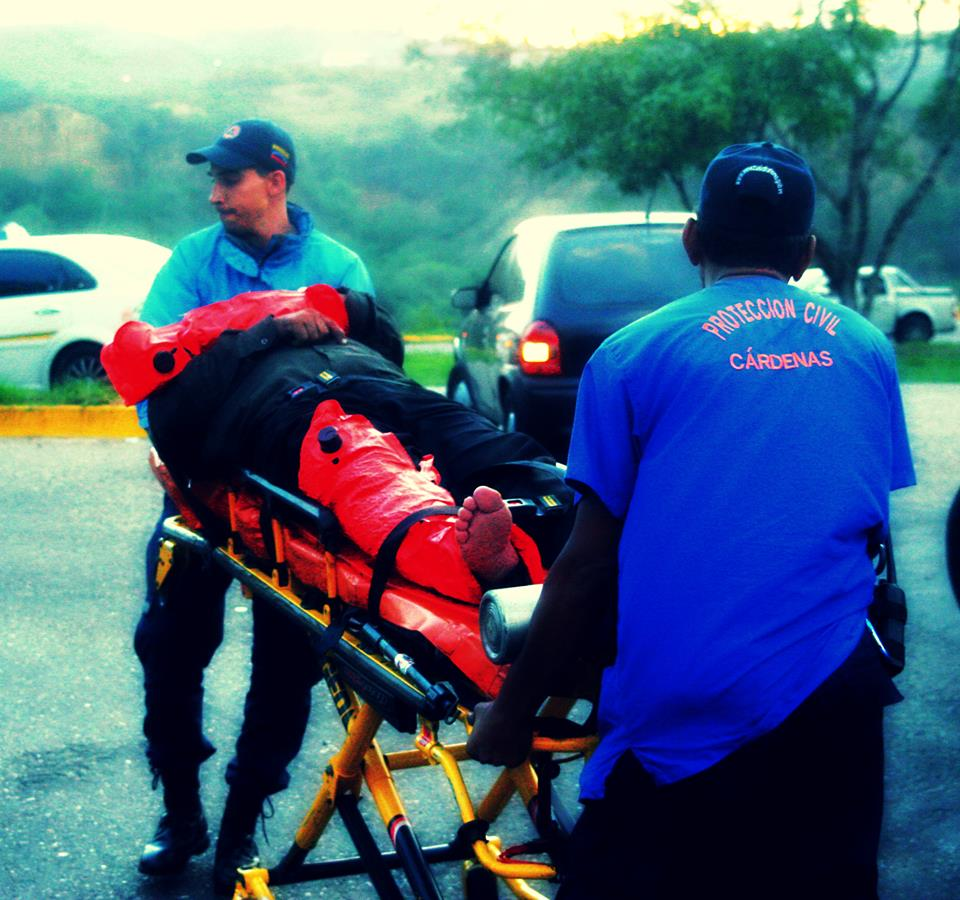
Protección Civil del Municipio Cárdenas

Directiva de Protección Civil del Municipio Cárdenas
| Nombre             | Cargo                     |
| ------------------ | ------------------------- |
| Lcdo. Ramón Cohen  | Director Presidente (E)   |
| Lcdo. Jim Delgado  | Jefe de Operaciones       |
| Ing. Omar Montilla | Jefe de Gestión de Riesgo |